# Sous-région de Riihimäki
La sous-région de Riihimäki (finnois : Riihimäen seutukunta) est une sous-région de Kanta-Häme en Finlande. 
Au niveau 1 (LAU 1) des unités administratives locales définies par l'Union européenne elle porte le numéro 052.

## Municipalités
La sous-région de Riihimäki est composée des municipalités suivantes :
| Blason             | Municipalité             |
| ------------------ | ------------------------ |
| Hausjärven vaakuna | Hausjärvi (municipalité) |
| Lopen vaakuna      | Loppi (municipalité)     |
| Riihimäen vaakuna  | Riihimäki (ville)        |

## Population
Depuis 1980, l'évolution démographique de la sous-région de Riihimäki est la suivante,:
| Année      | 1980   | 1985   | 1990   | 1995   | 2000   | 2005   | 2010   |
| ---------- | ------ | ------ | ------ | ------ | ------ | ------ | ------ |
| population | 37 926 | 38 636 | 40 348 | 41 487 | 41 858 | 43 452 | 45 891 |